# 霍姆蘭山脈
霍姆蘭山脈（英語：Homerun Range）是南極洲的山脈，位於維多利亞地，處於利特爾頓山脈以東，長45公里、寬3至11公里，最高點是海拔高度2,485米的謝爾頓山。